# 北の漁場
「北の漁場」（きたのりょうば）は、北島三郎の歌。1986年6月5日にシングルが発売された。

## 解説
北島の“芸道25周年”記念曲である。第17回日本歌謡大賞最優秀放送音楽賞・第28回日本レコード大賞最優秀歌唱賞受賞。1987年度の日本音楽著作権協会（JASRAC）発表による楽曲別の著作権使用料分配額（国内作品）では、「命くれない」「雪國」「男と女のラブゲーム」「時の流れに身をまかせ」に続いて年間5位にランクインした。
作詞の新條、作曲の桜田は前シングル「浪曲太鼓」のB面「海の子守唄」でいずれも初めて北島の楽曲を手掛けており、それに続いての起用である。
本曲で同年の『第37回NHK紅白歌合戦』に出場が決まっていたが、暴力団稲川会の新年会に出席したことが発覚、放送2日前の12月29日に出場を辞退した。『北島三郎特別公演』などでは動く漁船のセットの上で歌う演出が定番となっていた。

## 収録曲
1. 北の漁場
  - 作詞:新條カオル / 作曲:桜田誠一 / 編曲:斉藤恒夫
2. 風の追分
  - 作詞:新條カオル / 作曲:桜田誠一 / 編曲:斉藤恒夫

## カバー
- 細川たかし - アルバム『ツイン・パック細川たかし』収録（1993年）
- 島津亜矢 - オムニバスアルバム『女が歌う男うた』収録（2006年）
- 渥美二郎 - アルバム『GOLDEN☆BEST 渥美二郎 ソニーミュージック・イヤーズ』収録（2014年）
- 福田こうへい - アルバム『煌』収録（2014年）
- 三丘翔太 - アルバム『翔太のお品書き』収録（2016年）
- 中西りえ - アルバム『中西りえ ファースト・アルバム 歌力』収録（2016年）
- 大江裕 - アルバム『愛唱歌』収録（2019年）
- 氷川きよし - アルバム『新・演歌名曲コレクション10. -龍翔鳳舞-』収録（2019年）